# Wayne Collett

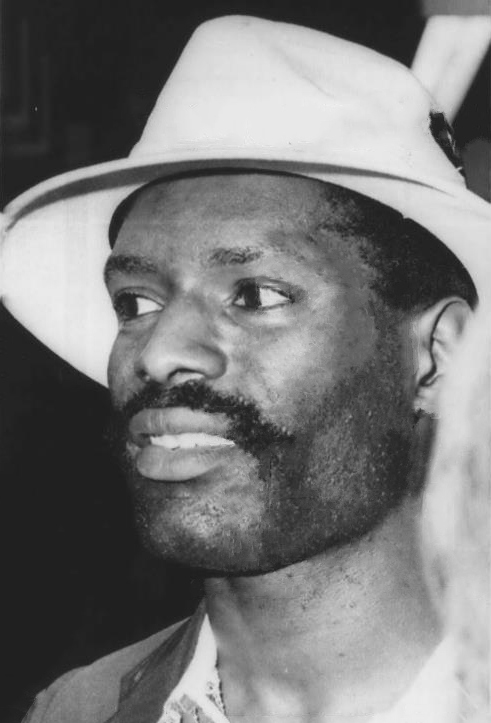
Wayne Collett, Pressefoto von 1972

Wayne Collett (Wayne Curtis Collett; * 20. Oktober 1949 in Los Angeles; † 17. März 2010 ebenda) war ein US-amerikanischer Sprinter.
1971 wurde er US-Vizemeister über 440 Yards.
Im Jahr darauf wurde er Meister über 400 Meter und qualifizierte sich mit der Weltjahresbestzeit von 44,1 s über diese Distanz für die Olympischen Spiele 1972 in München. Mit 44,80 s gewann er dort die Silbermedaille hinter seinem Landsmann Vince Matthews (44,66 s) und vor dem Kenianer Julius Sang (44,92 s). Wegen ihres respektlosen Verhaltens bei der Siegerehrung, die die Enttäuschung der beiden Afroamerikaner über die damaligen Zustände in ihrem Land widerspiegelte, wurden Matthews und Collett vom IOC gesperrt, so dass die US-Mannschaft nicht mehr genug Läufer hatte, um an der 4-mal-400-Meter-Staffel teilzunehmen. Er konnte jedoch weiter für die UCLA starten.
Wayne Collett graduierte an der UCLA in Los Angeles und war später als Rechtsanwalt sowie in der Immobilienbranche tätig. Im Alter von 60 Jahren starb Collett an Krebs; er hinterließ eine Frau und zwei Kinder.